# Mandi Dabwali
Mandi Dabwali ist eine Stadt (seit 4. März 2014 ein Municipal Council) im nordwestindischen Bundesstaat Haryana.
Mandi Dabwali befindet sich im Distrikt Sirsa.
Die Stadt liegt 36 km südwestlich der Stadt Bathinda, mit der sie über die nationale Fernstraße NH 64 verbunden ist. Die NH 10 führt von der Distrikthauptstadt Sirsa über Mandi Dabwali nach Malout und weiter nach Fazilka.
Die Stadt hatte beim Zensus 2011 52.873 Einwohner.
82 % der Bevölkerung waren Hindus, 16 % Sikhs.